# Heliotropium texanum
Heliotropium texanum är en strävbladig växtart som beskrevs av Ivan Murray Johnston. Heliotropium texanum ingår i Heliotropsläktet som ingår i familjen strävbladiga växter. Inga underarter finns listade i Catalogue of Life.